# 대화역
대화역(大化驛, Daehwa station)은 대한민국 경기도 고양시 일산서구 대화동에 있는 수도권 전철 3호선의 전철역이자 종착역이다. 심야에 3편성이 주박한다. 이 역부터 백석역까지 지하 구간이다. 이 역부터 삼송역까지 한국철도공사 구간이며, 이 역부터 지축역까지 고양시 구간이다.

## 역사
- 1996년 1월 30일 : 일산선 대화역~지축역 구간 개통과 함께 종착역으로 영업 개시. 이와 함께 서울 지하철 3호선과 직결 운행 개시
- 2014년 12월 27일 : 수도권 전철 3호선 원흥역 개통과 함께 역번이 310에서 309로 감소
- 미정 : 수도권 전철 3호선 대화역~통일동산역 구간 연장 개통과 함께 중간역이 될 예정

## 역명
공사 당시 가칭은 장촌역이었다.

## 부역명
한 때 킨텍스였으나 2024년 12월 수도권 광역급행철도 A노선 운정중앙역~서울역 구간(창릉역 제외) 개통으로 인해 2017년에 삭제되었다. 다만 선로 측 역명판에는 킨텍스가 아직 남아 있다.

## 개요
500m 인근에 킨텍스가 있다. 수서역~오금역 구간 연장 개통 이후 대화행 열차가 점점 증가하였다. 이 역에 종착한 열차는 회차선으로 거의 가지 않았지만 최근 들어 열차들이 회차선에 가는 일이 잦아졌다. 회차선에 들어가지 않는 경우에는 들어온 1·2번(오금 방향) 승강장에서 곧바로 주엽역 방향으로 출발한다. 심야에 수도권 전철 3호선 3편성이 주박한다.(아주 드물게 한국철도공사 소속 모터카가 주박한다.)

## 역 구조
대화역은 개화역같이 특정한 종착 승강장이 지정되어 있지 않다. 다만 승강장 끄트머리가 두단식인 개화역과 달리, 대화역은 회차선이 있음에도 회차선으로 잘 들어가지 않는다는 것이 다르다. 종착 후 회차선으로 들어갔다가 나오는 경우도 있지만, 그 빈도가 적은 편이다. 주로 2번(오금 방향) 승강장에서 종착한 열차가 곧바로 주엽역 방향으로 출발하여 건넘선을 건너가며, 승강장 진입 전에 건넘선을 넘어가서 1번(오금 방향) 승강장으로 들어온 후 출발하는 경우도 있다. 1번으로 넘어가서 종착할 때는 1번으로 진입하는 도중 앞 열차를 보내 주기 위해 저속운행하는 경우가 있다. 이 때문에 1번(오금 방향) 승강장에서 출발하는 시간대와 2번(오금 방향) 승강장에서 출발하는 시간대가 따로 있다.
출입구는 6개이다.

### 승강장
1면 2선의 섬식 승강장을 갖춘 지하역이며, 완전밀폐형 스크린도어가 설치되어 있다.
| 시·종착역 |
| １２ \|   |
| ↓ 주엽    |

| 1·2 | ● 수도권 전철 3호선 | 오금 방면 회차 및 열차 당역 종착 지축·충무로·옥수·오금 방면 |

## 역 주변
| 나가는 곳 | 방면                                                             |
| --------- | ---------------------------------------------------------------- |
| 1         | 인제대학교 일산백병원 장촌초등학교                               |
| 2         | 대화중학교 교통개발연구원 시설안전기술공단 한국교통연구원 킨텍스 |
| 3         | 공사중                                                           |
| 4         | 공사중                                                           |
| 5         | 장성초등학교 장성중학교 대진고등학교 세경아파트 삼익아파트       |
| 6         | 일산서구청 주엽고등학교 고양여성인력개발센터 KT일산지사          |

## 이용객 변동
| 노선  | 노선 | 일평균 인원수 (명/일) | 일평균 인원수 (명/일) | 일평균 인원수 (명/일) | 일평균 인원수 (명/일) | 일평균 인원수 (명/일) | 일평균 인원수 (명/일) | 일평균 인원수 (명/일) | 일평균 인원수 (명/일) | 일평균 인원수 (명/일) | 일평균 인원수 (명/일) | 각주                  | 각주                  | 각주                  | 각주                  | 각주  |
| 노선  | 노선 | 2000년                | 2001년                | 2002년                | 2003년                | 2004년                | 2005년                | 2006년                | 2007년                | 2008년                | 2009년                | 각주                  | 각주                  | 각주                  | 각주                  | 각주  |
| ----- | ---- | --------------------- | --------------------- | --------------------- | --------------------- | --------------------- | --------------------- | --------------------- | --------------------- | --------------------- | --------------------- | --------------------- | --------------------- | --------------------- | --------------------- | ----- |
| 3호선 | 승차 | 5,648                 | 9,394                 | 10,916                | 11,962                | 10,925                | 10,815                | 11,187                | 11,352                | 11,713                | 11,458                | [ 3 ]                 | [ 3 ]                 | [ 3 ]                 | [ 3 ]                 | [ 3 ] |
| 3호선 | 하차 | 3,794                 | 5,836                 | 6,479                 | 8,386                 | 8,075                 | 8,760                 | 8,945                 | 9,206                 | 9,399                 | 9,205                 | [ 3 ]                 | [ 3 ]                 | [ 3 ]                 | [ 3 ]                 | [ 3 ] |
| 노선  | 노선 | 일평균 인원수 (명/일) | 일평균 인원수 (명/일) | 일평균 인원수 (명/일) | 일평균 인원수 (명/일) | 일평균 인원수 (명/일) | 일평균 인원수 (명/일) | 일평균 인원수 (명/일) | 일평균 인원수 (명/일) | 일평균 인원수 (명/일) | 일평균 인원수 (명/일) | 일평균 인원수 (명/일) | 일평균 인원수 (명/일) | 일평균 인원수 (명/일) | 일평균 인원수 (명/일) | 각주  |
| 노선  | 노선 | 2010년                | 2011년                | 2012년                | 2013년                | 2014년                | 2015년                | 2016년                | 2017년                | 2018년                | 2019년                | 2020년                | 2021년                | 2022년                | 2023년                | 각주  |
| 3호선 | 승차 | 12,023                | 12,635                | 13,299                | 14,283                | 14,525                | 14,748                | 14,928                | 14,977                | 15,198                | 15,767                | 10,825                | 10,574                | 11,791                | 12,839                | [ 3 ] |
| 3호선 | 하차 | 9,680                 | 10,200                | 10,543                | 11,394                | 11,511                | 11,788                | 12,070                | 12,080                | 12,221                | 12,608                | 8,659                 | 8,713                 | 9,620                 | 10,304                | [ 3 ] |

## 사진

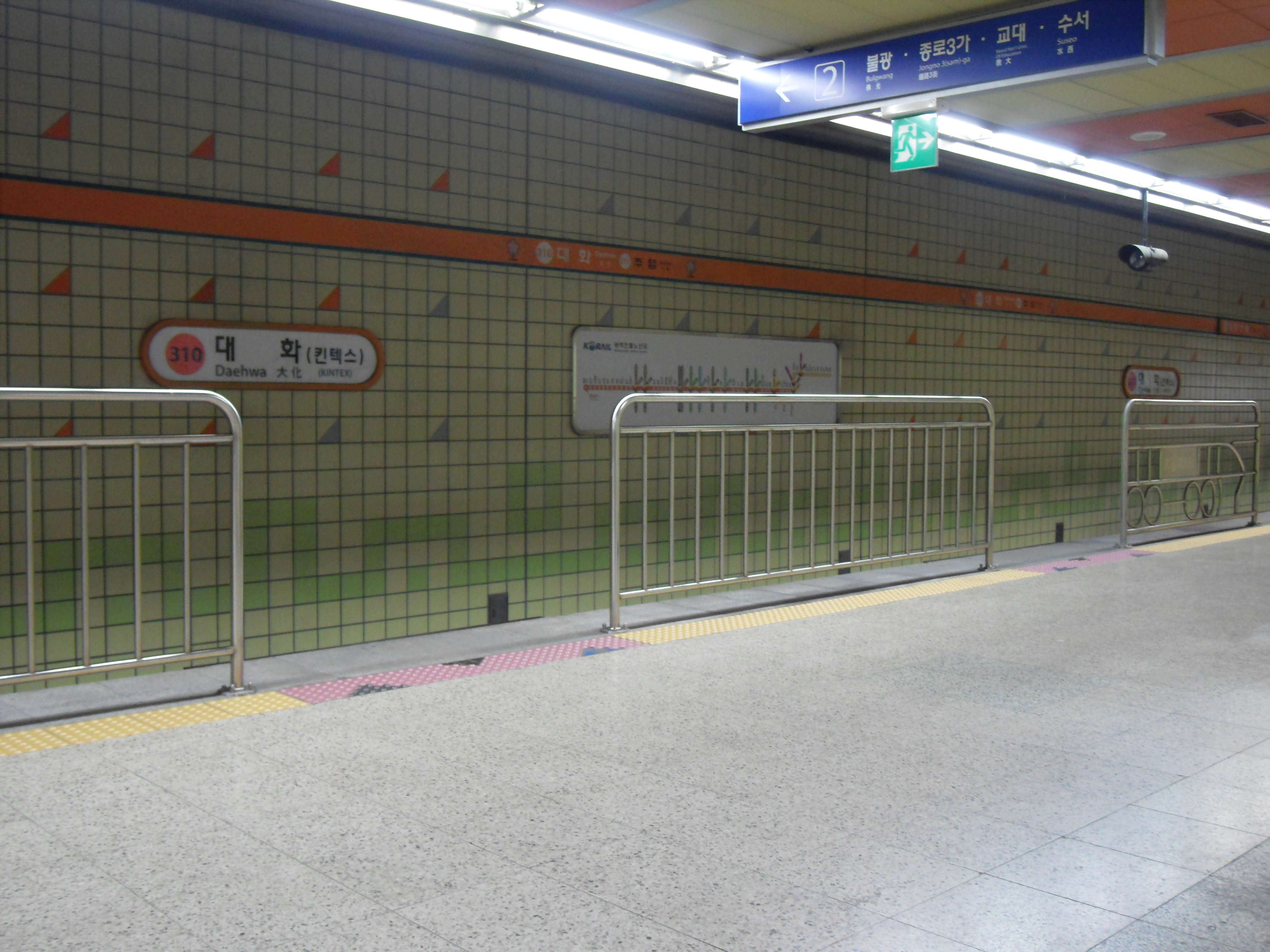
수서 방향 승강장(수서역~오금역 구간 연장·원흥역 개통·역 번호 변경·스크린도어 설치 전)
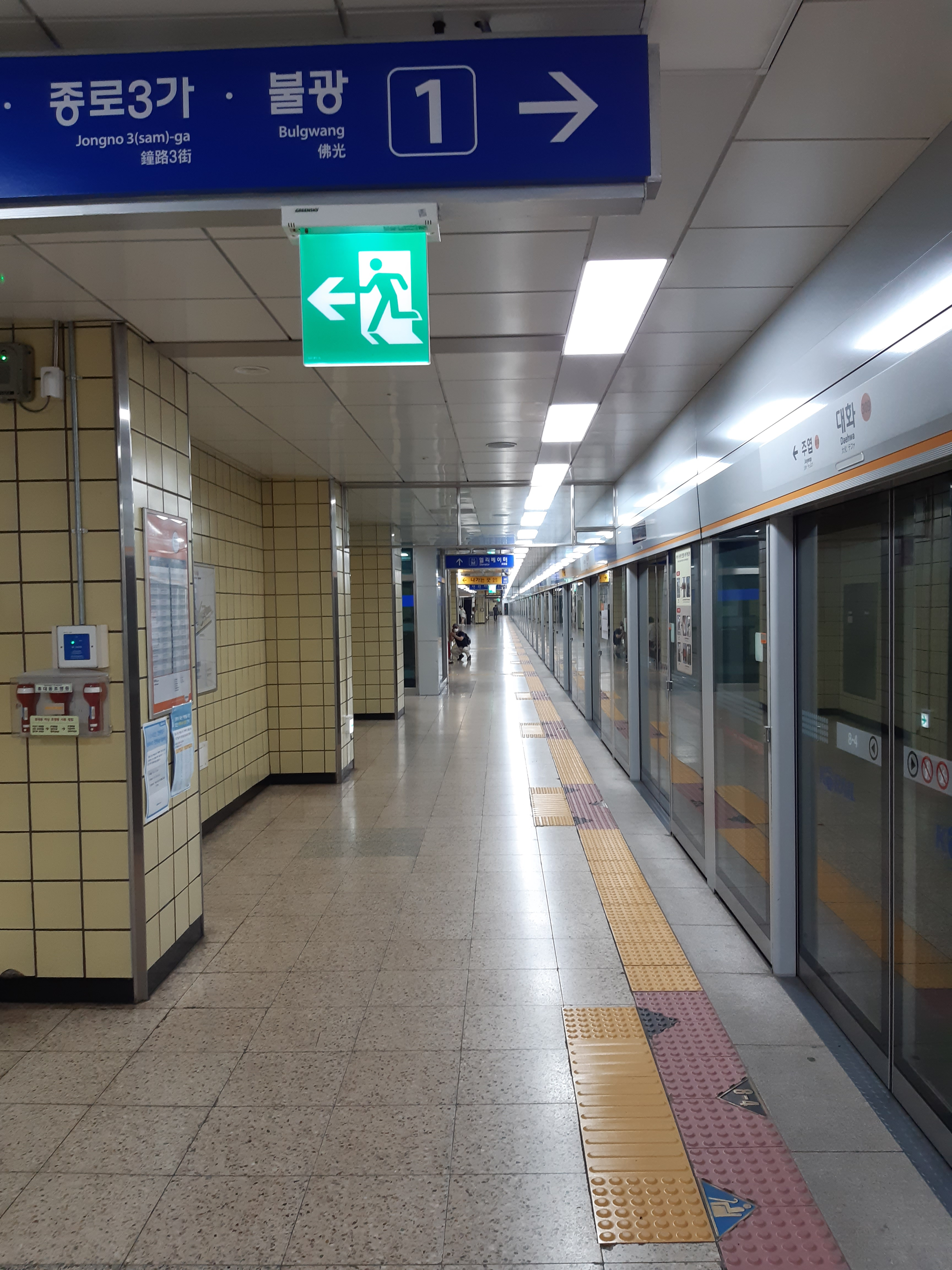
오금 방향 승강장
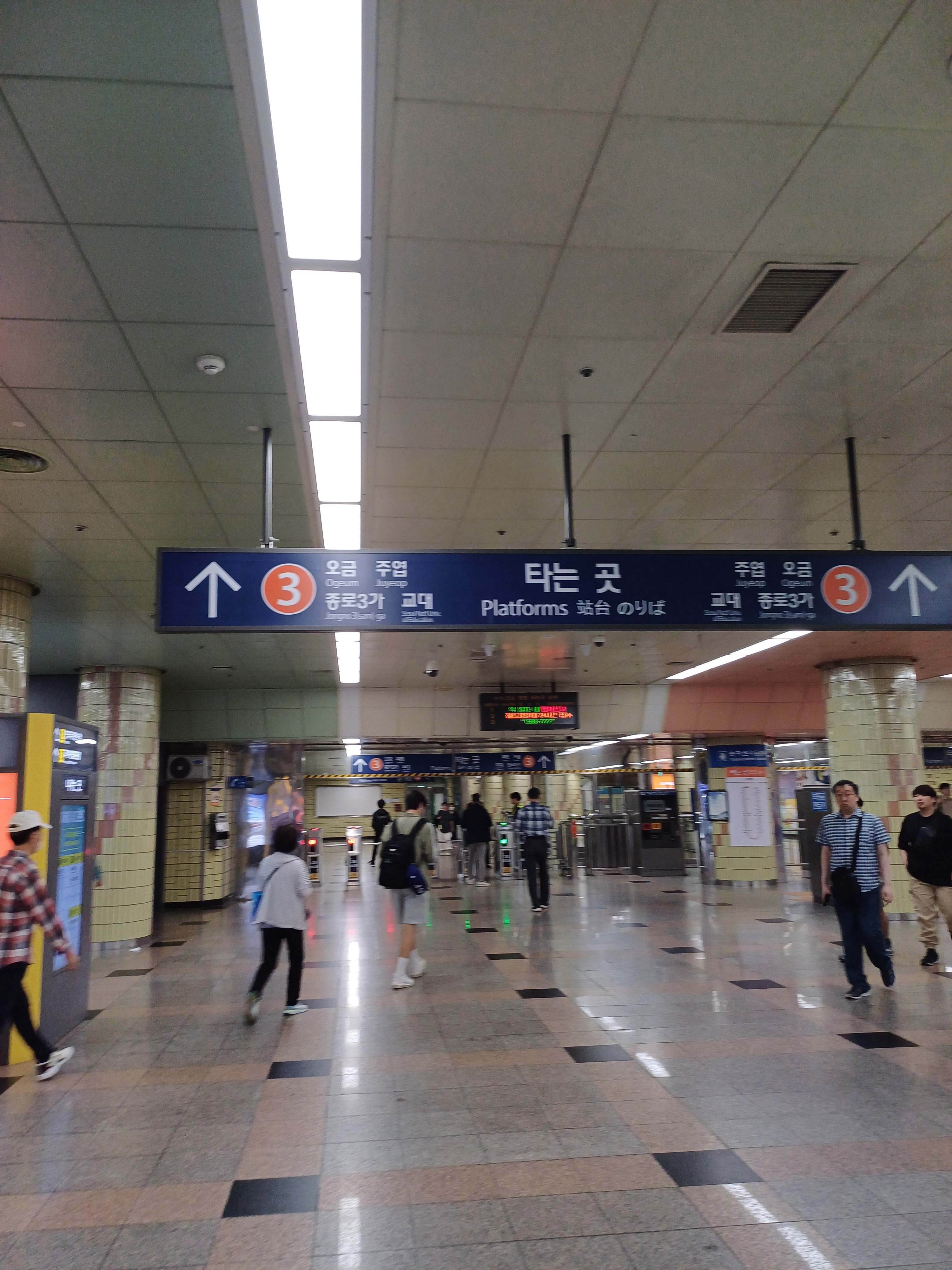
대합실
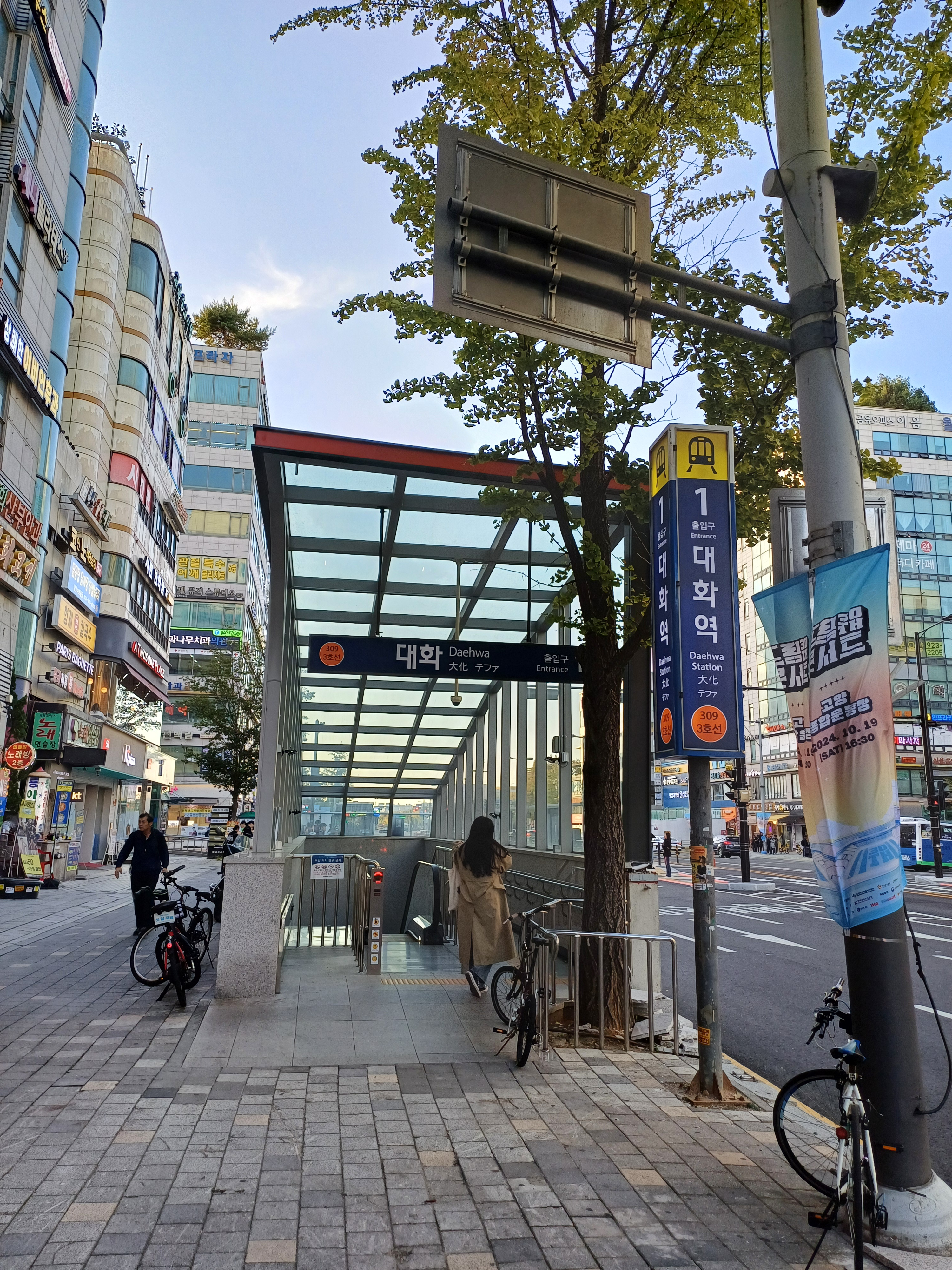
1번출구
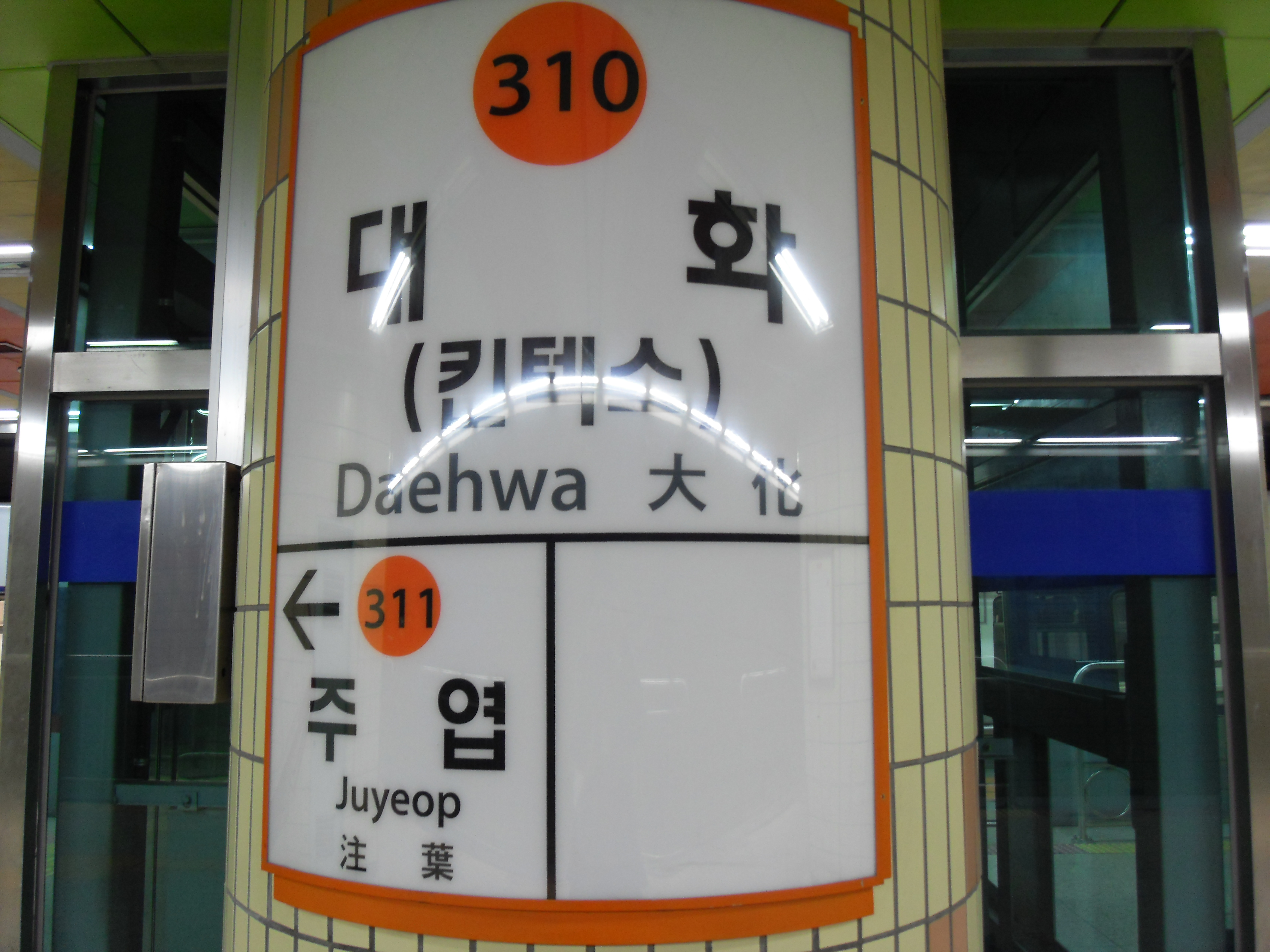
310 대화역 시절 역명판

## 인접한 역
| 일산선    | 일산선              | 일산선             |
| --------- | ------------------- | ------------------ |
| 시·종착역 | ● 수도권 전철 3호선 | 310 주엽 오금 방면 |

## 같이 보기
- 킨텍스역